# Орфизм
Орфи́зм — мистическое учение в Древней Греции и Фракии, связанное с именем мифического поэта и певца Орфея. Возникло ориентировочно в VI веке до н. э. — к этому времени относятся первые орфические гимны. По утверждению А. Ф. Лосева, орфизм «никак не моложе Гомера». Учение носило подчёркнуто эзотерический характер, что сближает его с пифагорейством и элевсинскими мистериями.
Первоначально орфизм воспринимался как сугубо низовой народный культ и осмеивался различными философскими школами, впоследствии его элементы использовались неоплатонизмом для создания собственной систематизированной космологии. Учение орфиков пришло в упадок ещё в античности, оставив после себя очень малое количество свидетельств.
По некоторому мнению, орфизм стал прообразом более поздних монотеистических религий, в частности, христианства, поскольку ознаменовал собой переход от многобожия к поклонению Единому Богу.

## Происхождение
Орфизм назван в честь легендарного поэта-героя Орфея, который, как говорят, создал Дионисийские Мистерии. Однако Орфей был более тесно связан с Аполлоном, чем с Дионисом в самых ранних мифологических источниках и иконографии.
Согласно некоторым версиям его мифов, он был сыном Аполлона и в последние дни своей жизни избегал поклонения другим богам и посвятил себя только Аполлону.
Поэзия, содержащая отчетливо орфические верования, восходит к VI веку до нашей эры или, по крайней мере, к V веку до нашей эры, а граффити V века до нашей эры, по-видимому, относится к «орфикам». Папирус из Дервени позволяет датировать орфическую мифологию концом V века до нашей эры, а он, вероятно, даже старше. Орфические взгляды и практики засвидетельствованы Геродотом, Еврипидом и Платоном. Платон ссылается на «Орфеев-инициаторов» (Ὀρφεοτελεσταί) и связанных с ними обрядов, хотя неизвестно, насколько «орфическая» литература в целом связана с этими обрядами.
Бертран Рассел (1947) указывал на Сократа:
Он не ортодоксальный орфик; он принимает только основные доктрины, а не суеверия и обряды очищения.

### Отношение к Пифагореизму
Орфические взгляды и практики имеют параллели с элементами пифагореизма, и различные традиции считают, что пифагорейцы или сам Пифагор были авторами ранних орфических работ; напротив, более поздние философы считали, что Пифагор был посвященным орфизма. Степень, в которой одно движение могло повлиять на другое, остается спорным. Некоторые ученые утверждают, что орфизм и пифагореизм зародились как отдельные традиции, которые позже были перепутаны и смешаны из-за некоторого сходства. Другие утверждают, что эти две традиции имеют общее происхождение и могут даже считаться единым целым, получив название «орфико-пифагореизм».
Вера в то, что пифагореизм был подмножеством прямого потомка орфической религии, существовала в поздней античности, когда философы-неоплатоники приняли орфическое происхождение пифагорейских учений за чистую монету. Прокл писал:
«Все, что Орфей передавал через секретные рассуждения, связанные с мистериями, Пифагор тщательно изучил, когда завершил посвящение в Либетре во Фракии, а Аглаофам, инициатор, открыл ему мудрость о богах, которую Орфей получил от своей матери Каллиопы.»
В пятнадцатом веке греческий ученый-неоплатоник Константин Ласкарис (который нашёл эпос Argonautica Orphica) считал себя орфико-пифагорейцем. Бертран Рассел (1947) отмечал:
Орфики были сектой аскетов; вино для них было только символом, как позже в христианском таинстве. Они искали опьянение «энтузиазма», единения с Богом. Они полагали, что таким образом обретают мистические знания, недоступные обычными способами. Этот мистический элемент вошел в греческую философию с Пифагором, который был реформатором орфизма, как Орфей был реформатором религии Диониса. От Пифагора орфические элементы вошли в философию Платона, а от Платона — в более позднюю философию, которая была в той или иной степени религиозной.
Изучение ранних орфических и пифагорейских источников было неоднозначно в отношении их взаимосвязи, и авторы, писавшие ближе к жизни Пифагора, никогда не упоминали его предполагаемое посвящение в орфизм и в целом считали самого Орфея мифологической фигурой. Несмотря на это, даже эти авторы V и IV веков до нашей эры отметили сильное сходство между двумя доктринами. Фактически, некоторые утверждали, что Пифагор не был инициатором орфизма, а был оригинальным автором первых орфических текстов. В частности, Ион Хиосский утверждал, что Пифагор написал стихи, которые он приписал мифическому Орфею, а Эпиген в своей работе "О произведениях, приписываемых Орфею" приписал авторство нескольких влиятельных орфических стихов известным ранним пифагорейцам, в том числе Церкопсу. Согласно Цицерону, Аристотель также утверждал, что Орфея никогда не существовало, и что пифагорейцы приписывали Керкону некоторые орфические стихи.
Вера в метемпсихоз (переселение душ) была общей для обоих течений, хотя, по-видимому, она также содержит и различия. Если орфики учили о цикле тяжких воплощений, которых можно было избежать при помощи их ритуалов, то Пифагор, видимо, учил о вечном, нейтральном метемпсихозе, против которого любые отдельные действия были бы неуместны.
Неоплатоники считали теологию Орфея, распространенную через пифагореизм, основой первоначальной греческой религиозной традиции. Однако более ранние источники показывают, что оно началось как маргинальное движение — мифология и ритуал считались неортодоксальными и включали чужеродные элементы, подобные египетской религии IV - V  веков до нашей эры.

## Мифология
Орфические теогонии — это генеалогические работы, похожие на Теогонию Гесиода, но в деталях они отличаются. Теогонии символически похожи на ближневосточные модели. Основная история гласит, что Загрей, предыдущее воплощение Диониса, является сыном Зевса и Персефоны. Зевс называет ребёнка своим наследником, чем злит его жену Геру. Она подстрекает титанов убить ребёнка. Титаны обманывают с помощью зеркала и детских игрушек Загрея, которые разрывают его на куски и поглощают. Афина спасает сердце и рассказывает о преступлении Зевсу, который, в свою очередь, бросает в титанов удар молнии. Образовавшаяся сажа, из которой рождается грешное человечество, содержит тела Титанов и Загрея. Следовательно, душа человека (часть Диониса) божественна, но тело (часть Титана) держит душу в рабстве. Таким образом, было объявлено, что душа десять раз возвращается к хозяину, привязанная к колесу возрождения. После наказания Аполлон осторожно собрал отрубленные конечности Загрея и похоронил их на своей священной земле Дельфы. В более поздние века эти версии претерпели развитие, когда акт захоронения Аполлона стал ответственным за реинкарнацию Диониса, что дало Аполлону титул Дионисиодот (дарователь Диониса). Аполлон играет важную роль в мифе о расчленении, потому что он представляет собой возвращение Энкосмической Души обратно к объединению.
Есть две орфические истории о возрождении Диониса: в одной — сердце Диониса, имплантированное в бедро Зевса; в другом Зевс оплодотворил смертную женщину Семелу, что привело к буквальному возрождению Диониса. Многие из этих деталей отличаются от описаний классических авторов. Дамаский говорит, что Аполлон «собирает его (Диониса) и возвращает обратно». Фирмик Матерн, христианский автор, дает иное мнение в книге «Об ошибке богохульных религий». Он говорит, что Юпитер (Зевс) изначально был (смертным) царем Крита — концепция Эвгемера, — а Дионис был его сыном. Дионис был убит, а затем каннибализирован. Только его сердце удалось спасти Афине. Статуя из гипса (то же самое вещество, которое титаны использовали для маскировки) была сделана в виде Диониса, а внутри было помещено сердце.
Орфические теории включают:
- «Теогония Протогона», утрачена, составленная ок. 500 г. до н. э., которая известна из комментариев к папирусу Дервени и ссылок на классических авторов (Эмпедокл и Пиндар).
- «Евдемова теогония», утрачена, составленная в V веке до нашей эры. Это продукт синкретического вакхоско-корибантического культа.
- «Рапсодическая теогония», утрачена, составленная в эллинистическую эпоху, включает в себя более ранние произведения. Это известно из резюме более поздних авторов-неоплатоников.
- Орфические гимны. 87 гексаметрических стихотворений меньшей длины, сочиненных в эпоху позднего эллинизма или ранней римской империи.

## Загробная жизнь
Сохранившиеся письменные фрагменты показывают ряд верований о загробной жизни, подобных тем, которые содержатся в «орфической» мифологии о смерти и воскресении Диониса. Костяные таблички, найденные в Ольвии (V век до нашей эры), несут короткие и загадочные надписи вроде: «Жизнь. Смерть. Жизнь. Истина. Дио(нис). Орфика». Функция этих костяных таблиц неизвестна.
Таблички из сусального золота, найденные в могилах в Фурии, Гиппониуме, Фессалии и Крите (IV век до н. э. и позже), дают наставления мертвым. Хотя эти тонкие таблички часто очень фрагментарны, в совокупности они представляют собой общий сценарий перехода в загробную жизнь. Когда умерший прибывает в подземный мир, ожидается, что он столкнется с препятствиями. Он должен позаботиться о том, чтобы пить не из Лета («Забывчивость»), а из бассейна Мнемозины («Память»). Также умерший снабжен шаблонными выражениями, с помощью которых он может предстать перед стражами загробной жизни.
Я сын Земли и звездного неба. Я измучен жаждой и умираю; но скорее дай мне напиться холодной воды из Озера Памяти.
В других золотых листах содержатся инструкции для обращения к властителям преисподней:
Теперь ты умер, и теперь ты появился, о трижды счастливый, в этот же день. Скажите Персефоне, что сам Вакхос освободил вас.

## Верования
Эллинская мифология слабо затрагивала тему антропогонии, уделяя больше внимания происхождению мира и богов. Орфики верили, что человек возник из пепла титанов, сожжённых Зевсом за съедение его сына Диониса (они оставили только его сердце, из которого он был впоследствии возрождён). Таким образом, человек объединяет в себе приземлённое титаническое начало и божественное дионисийское.
Орфики верили в воздаяние после смерти (также есть элементы метемпсихоза), бессмертие души («заточённой» в «темницу» тела), раздвоенность человеческой природы на доброе (естество Загрея-Диониса) и злое (естество растерзавших его титанов) начала.
Джованни Реале и Д. Антисери выделяют следующее в ядро орфических верований:
а) В человеке временно пребывает божественное начало, некий демон (душа), оказавшийся в теле по причине изначального греха. 
б) Этот демон не только предсуществует телу, но и не погибает вместе с телом. Он осуждён к реинкарнациям в последующих телах, и через серию рождений должен искупить изначальный грех. 
в) «Орфическая жизнь» со своими путями и практиками есть жизнь уединённая и имеет целью положить конец циклу реинкарнаций и освободить душу от тела. 
г) Для очистившегося (посвящённого в орфические мистерии) в ином мире обещана награда, для непосвящённых — наказание.
Отмечая привилегированное место орфизма при эволюции греческой религии, Ян Бреммер подчеркивал в нем тесную связь с дионисизмом.

### Орфические тексты

#### Ранние тексты
- Издание: Bernabé, Alberto. Poetae Epici Graeci. Pars II. Fasc. 1. Orphicorum et Orphicis similium testimonia et fragmenta. München & Leipzig: Saur, 2004. LXXXV, 394 p. ISBN 3-598-71707-5 (рецензия)
- Издание «Дервенийского папируса»
- Орфей. / Пер. А. В. Лебедева. // Фрагменты ранних греческих философов. Ч. 1. М.: Наука, 1989. С. 36-65. (включая «Дервенийскую теогонию» на с. 46-47)

#### Орфические гимны
- Орфические гимны. / Пер. О. В. Смыки. // Античные гимны. / Сост. и общ. ред. А. А. Тахо-Годи. (Серия «Университетская библиотека»). М.: Издательство МГУ. 1988. 368 стр. С. 177—267 и комм. А. А. Тахо-Годи на с. 328—347.
- Книга Орфея. М.: Сфера, 2001. 240 стр.
- Орфические гимны в англ. пер. Тейлора (1792)

#### Орфическая аргонавтика
Издания:
- Orphica. Lipsiae, 1885.

Материалы:
- Pompella, Giuseppe. Index in Orphei Argonautica. Hildesheim: Olms-Weidmann, 1979 (Alpha-Omega Reihe A, Band 39). 155 pp.
- Fajen, Fritz & Manfred Wacht. Concordantiae Orphei Argonauticorum. Konkordanz zu den orphischen Argonautica (ed. F. Vian). Hildesheim: Olms, 2004 (Alpha-Omega A241). 320 pp.

Переводы:
- Немецкий перевод Фосса (1806)
- Ottino, E. Apollonio Rodio, Gli Argonauti. Poema Orfico. Prolegomena, traduzione e note. Torino: Paravia, 1874.
- В серии «Collection Budé»: Vian, Francis. Les Argonautiques orphiques. Texte établi et traduit par F. Vian. Paris: Les Belles Lettres, 1987 (Collection des universités de France). 318 pp. 2e tirage 2002. ISBN 978-2-251-00389-4 (partly w. duplicate pagination). Reviews: L. Vecchio, PP 47, 1992, 153-7
- Отрывки в русском переводе: Памятники поздней античной поэзии и прозы. / Отв. ред. М. Е. Грабарь-Пассек. М.: Наука, 1964. С. 85-92.

#### Поэма о камнях
- Издание в серии «Collection Budé»: Lapidaire orphique. Kerygmes. Lapidaires d’Orphée. Socrate et Denys. Lapidaire nautique. Damigéron. Evax. Texte établi et traduit par J. Schamp et R. Halleux. 2e terage 2003. XXXIV, 486 p. 978-2-251-00357-3

### Исследования
- Веселовский И. Н. Астрономия орфиков // Вопросы истории естествознания и техники. — М., 1982. — № 2. — С. 120—124.
- Новосадский Н. И. Орфические гимны. Варшава, 1900. 242 стр.
- Житомирский С. В. Античная астрономия и орфизм. — М.: Янус-К, 2001.
- Жмудь Л. Я. Орфический папирус из Дервени // Вестник древней истории. 1983. № 2.
- А. В. Лебедев. Орфизм // Новая философская энциклопедия : в 4 т. / пред. науч.-ред. совета В. С. Стёпин. — 2-е изд., испр. и доп. — М. : Мысль, 2010. — 2816 с.
- Макаров И. А. Орфизм и греческое общество в VI—IV вв. до н. э. // Вестник древней истории. 1999. №.1.
- Зайцев А. И. Орфики и древнейший греческий календарь // ΣYΣΣITIA. Памяти Ю. В. Андреева  / Отв. ред. В. Ю. Зуев. — СПб., 2000. — С. 108—110.
- Обидина Ю. С. Влияние орфических представлений о бессмертии души на философскую мысль античности // Философские науки, 2004. № 7.
- Шичалин Ю. А. Статус науки в орфико-пифагорейских кругах // Философско-религиозные истоки науки. М., 1997. С.12-44.
- Venzke, Helmut. Die orphischen Argonautika in ihrem Verhältnis zu Apollonios Rhodios. Berlin: Junker & Dünnhaupt, 1941. 112 pp.